# Viola heldreichiana
Viola heldreichiana är en violväxtart som beskrevs av Pierre Edmond Boissier. Viola heldreichiana ingår i släktet violer, och familjen violväxter. Inga underarter finns listade i Catalogue of Life.